# Terence Judd
Pour les articles homonymes, voir Judd (homonymie).
Terence Judd, né le 3 octobre 1957 à Londres et mort le 23 décembre 1979 au promontoire de Beachy Head, dans le Sussex de l'Est, est un pianiste classique britannique.

## Biographie
Né de parents britannique et américain, Terence Judd remporte, en 1967, à l'âge de 10 ans, le National Junior Pianoforte Compétition, ce qui attire l'attention de Eileen Joyce, laquelle l'encourage à poursuivre dans cette voie. 

Il étudie également avec Maria Curcio, dernière et préférée élève d'Artur Schnabel.
Connu pour sa virtuosité dans les œuvres romantiques, en particulier pour ses interprétations de Franz Liszt, Terence Judd leur apporte une exubérance particulière ainsi qu'une remarquable clarté d'expression, comme en témoignent ses rares enregistrements. Ses interprétations de la 1re sonate d'Alberto Ginastera et de la sonate pour piano de Samuel Barber sont encore une référence pour les autres pianistes, et sa mémorable interprétation du premier concerto pour piano de Tchaïkovski et du concerto no 3 de Prokofiev, lesquels ont été joués dans la foulée lors de la finale du concours Tchaïkovski de 1978, est l'une des plus impressionnantes de l'Histoire.
En 1979, âgé de 22 ans, Terence Judd se suicide en se jetant d'une falaise.
Les Terence Judd Awards sont décernés en son honneur.

## Discographie sélective
Les interprétations de Terence Judd sont disponibles sous le label Chandos ; parmi elles :
- In Memory of Terence Judd. Comprenant les sonates de Ginastera et Barber susmentionnées ainsi que des œuvres de Liszt, Chostakovitch et Ravel.
- Terence Judd: Hommage I. Surtout du Liszt (dont la sonate en si mineur) ainsi que des œuvres de Chopin.
- Terence Judd: Hommage II. Une sélection baroque et classique, avec Bach, Scarlatti, Haydn.
- Tchaikovsky and Prokofiev. Les concertos susmentionnés, enregistrés lors du concours Tchaïkovski.